# جون ایچیموری
جون ایچیموری (انگلیسی: Jun Ichimori؛ زادهٔ ۲ ژوئیهٔ ۱۹۹۱) بازیکن فوتبال اهل ژاپن است.